# Seznam nemških muzikologov
Seznam nemških muzikologov.

## A
- Adolf Aber
- Hermann Abert
- Theodor Wiesengrund Adorno?
- Wilhelm Altmann

## B
- Gustav Wilhelm Becking
- Heinrich Besseler
- Friedrich Blume
- Wolfgang Boetticher
- Valeri Brainin
- Jaroslav Bužga (1930-) (Čeh)

## C
- (Ernst Florens Friedrich Chladni)

## D
- Carl Dahlhaus
- Ernst-Jürgen Dreyer

## E
- Hans Heinrich Eggebrecht
- Herbert Eimert
- Alfred Einstein
- Robert Eitner
- Ludwig Erk
- Hermann Erpf

## F
- Arnold Feil (dopisni član SAZU)
- Karl Gustav Fellerer
- Konstantin Floros (gr.-nem.?)
- Johann Nikolaus Forkel

## G
- Stefan Gasch
- Wilibald Gurlitt

## H
- Thomas Hengelbrock

## J
- Günter Jena

## K
- Otto Kade
- Wulf Konold
- Werner Korte

## L
- Hugo Leichtentritt
- Norbert Linke (1933-2020)
- Friedrich Ludwig

## M
- Hans Mayer (1907–2001)
- Hans Joachim Moser
- Hans-Christian Müller

## N
- Arno Nadel

## P
- Hans Pischner (1914-2016)
- Michael Praetorius (1571-1621)

## R
- Bernd Redmann
- Hermann Reichenbach (1889-1958)
- Hugo Riemann

## S
- Curt Sachs
- Arnold Schering
- Ludwig Schiedermair
- Willi Schmid (1893-1934)
- Albert Schweitzer (1875-1965)
- Max Seiffert
- Philipp Spitta
- Eberhart Streul
- Hans Heinz Stuckenschmidt
- Carl Stumpf (1848-1936)

## W
- Karl Heinrich Wörner (1910-1969)

## Z
- Udo Zimmermann